# Фридрихсгоф
Фри́дрихсгоф (нем. Friedrichshof), также мы́за Са́уэ (эст. Saue mõis) — рыцарская мыза на территории города Сауэ в уезде Харьюмаа, Эстония. Согласно историческому административному делению относилась к приходу Кейла. В годы Российской империи находилась на территории Эстляндской губернии и относилась к Кегельскому приходу.

## История мызы
Мызу Фридрихсгоф отделили от мызы Саусти в первой половине 17-го столетия. В то время она носила название Кляйн-Саус (нем. Klein-Sauß, на эст. Вяйке-Саусти, т. е. Малая Саусти). Обе мызы принадлежали дворянскому семейству фон Шаренберг (von Scharenberg).
Представительное главное здание мызы начали возводить в 1775 году, когда её приобрёл Фридрих Герман фон Ферзен (Friedrich Hermann von Fersen). Строительство двухэтажного каменного здания в стиле барокко было завершено в 1780-х годах. Вероятнее всего, его спроектировал губернский архитектор Иоганн Шульц. Мыза получила название по имени хозяина — Фридрихсгоф (Friedrichshof). .
Испытывая материальные затруднения, в 1790-х годах Ферзены продали мызу владельцу мызы Сак (Саку) Карлу Фридриху фон Ребиндеру (Karl Friedrich von Rehbinder). С 1852 года мыза принадлежала семейству фон Руктешель, от которого она перешла во владение семейства Штальборн (Staelborn). В руках Штальборнов мыза оставалась до её отчуждения в 1919 году. 

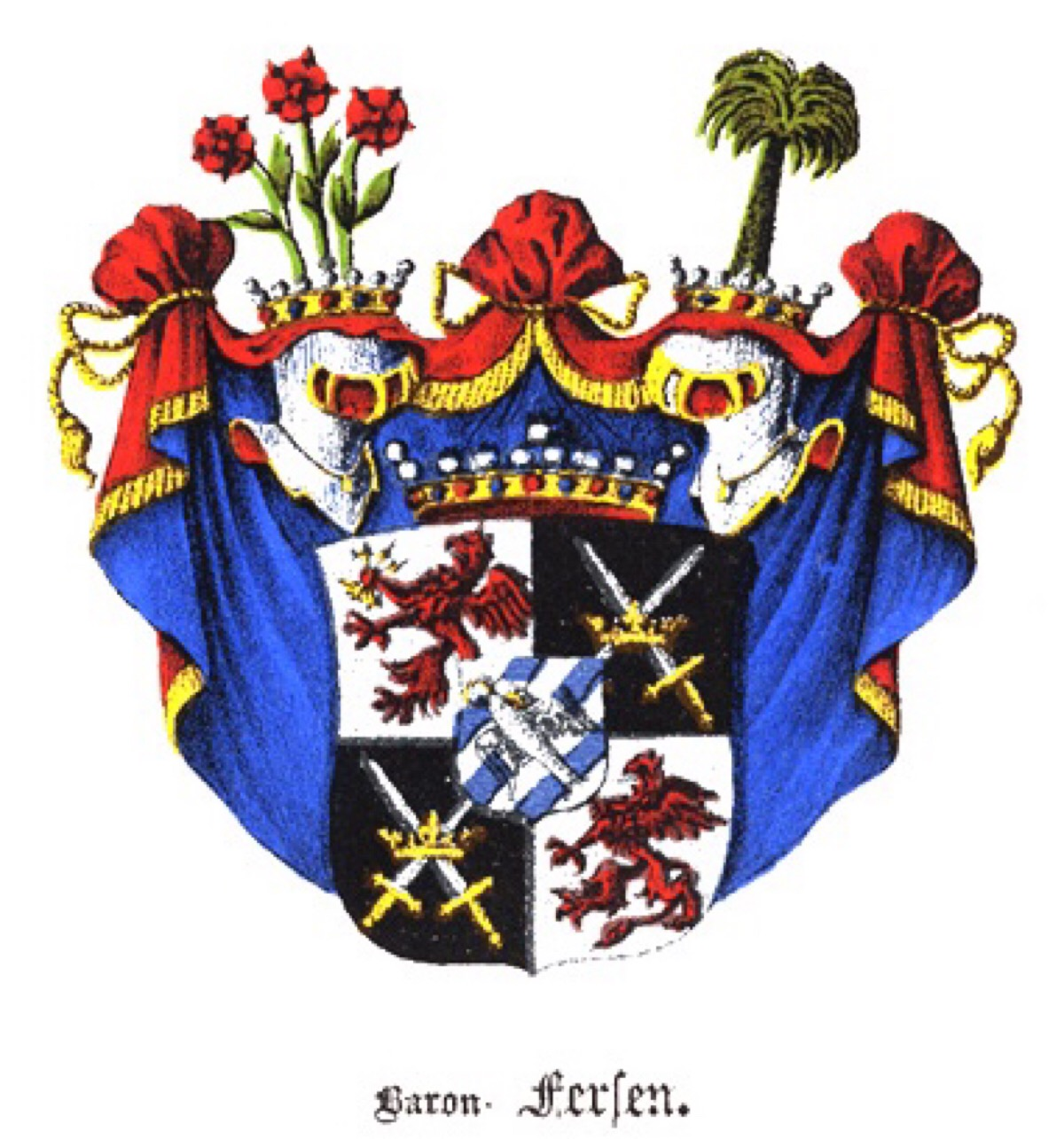
Герб фон Ферзенов
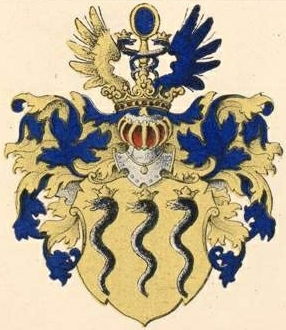
Герб фон Ребиндеров
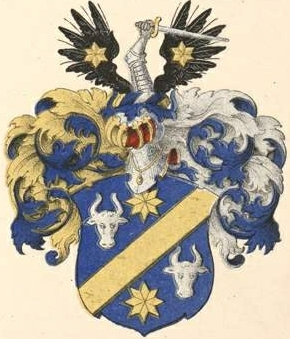
Герб фон Руктешелей

На военно-топографических картах Российской империи (1846–1863 годы), в состав которой входила Эстляндская губерния, мыза обозначена как мз. Фридрихсгоф.
Мыза была подарена эстонским государством одному из военачальников Освободительной войны Йоханнесу Эрму (Johannes Erm).
После Второй мировой войны на мызе размещалась машинно-тракторная станция, затем дом престарелых, а также больница и детский сад. В 1960—1970-х годах в главном здании мызы были проведены реставрационные работы.
В 1995 году мызу передали в собственность дочери Йоханнеса Эрма — Эльге Вийлуп (Elga Viilup). Затем мызу выкупила пожилая семейная чета Эльги и Яан Крийса  (Elgi Kriisa, Jaan Kriisa), которая за 7 лет успешно отреставрировала главное здание (господский дом) и сделала из мызы привлекательное место для проведения праздничных мероприятий.
Мызный комплекс оказался внутри образовавшегося в 20-м столетии города Сауэ. Бо́льшая часть Сауэ возникла на полях бывшей мызы. Историческая подъездная аллея мызы стала городской улицей.

## Главное здание
Главное здание (господский дом) мызы является одним из лучших архитектурных образцов эстонского позднего барокко (с элементами раннего классицизма).
На переднем фасаде слабо выступающие за плоскость стен ризалиты на нижнем этаже ограничены лизенами, на верхнем этаже — пилястрами. Ризалиты заднего фасада выделяют плоские лизены. С обоих фасадов под высокой вальмовой крышей возвышаются эркерные фронтоны по ширине центрального ризалита. Посередине заднего фасада ранее был балкон, поддерживаемый четырьмя столбами.
Во внутренней планировке дома господствует симметрия и анфиладность барокко. В середине арочного нижнего этажа расположен вестибюль с двумя массивными столбами. В нём установлена скульптура Афины Паллады (копия 18-го столетия). Начинающаяся в северо-восточном углу вестибюля парадная лестница через лестничный марш за стеной ведёт в зал.
Зал, салон и жилые комнаты имеют высоту потолков 4,25 метра и украшены богатым штуковым декором в стиле барокко, местами — в стиле Людовика XVI: висячие [орнаменты, медальоны с античными профилями, гирлянды, аллегорические фигуральные композиции. Часть этого декора выполнил чешский мастер Карл Калубка (Karl Kalubka).

## Мызный комплекс
Мыза имела несколько одноэтажных вспомогательных строений, большинство из которых располагалось к юго-западу от главного здания в окрестностях подъездной аллеи. Некоторые строения сохранились до настоящего времени.
Просторный парк в английском стиле раскинулся к северо-востоку, западу и востоку от главного здания. Его спроектировал в начале 19-го столетия архитектор Дюмуле́н (Dumoulin).
По краям большой травяной площадки перед главным зданием расположены по изогнутой линии и объединены с ним при помощи стен с воротами два подсобных здания: на западе — каретник-конюшня, на востоке — амбар. Это делает особый акцент на место расположения господского дома.
К северо-востоку от главного здания, за прудом находится маленькая часовня в виде простиля. В парке установлены скульптуры (примерно 18-е столетие) «Геракл», «Леда с лебедем», а за господским домом — «Лев».
В Государственный регистр памятников культуры Эстонии внесены 8 объектов мызного комплекса:
- главное здание (господский дом) мызы (при инспектировании 13.03.2019 находилось в хорошем состоянии)[5],
- дом управляющего (при инспектировании 4.07.2017 находился в плохом состоянии)[6],
- амбар (при инспектировании 4.07.2017 находился в плохом состоянии)[7],
- ледяной погреб (построен в первой четверти 19-го столетия, реконструирован в 1960-1970 годах, находится в удовлетворительном состоянии)[8],
- мызный парк[9],
- парковый павильон (при инспектировании 04.07.2017 находился в аварийном состоянии)[10],
- скульптура «Леда с лебедем» (находится в удовлетворительном состоянии)[11],
- скульптура «Геракл» (находится в удовлетворительном состоянии)[12].

## Галерея

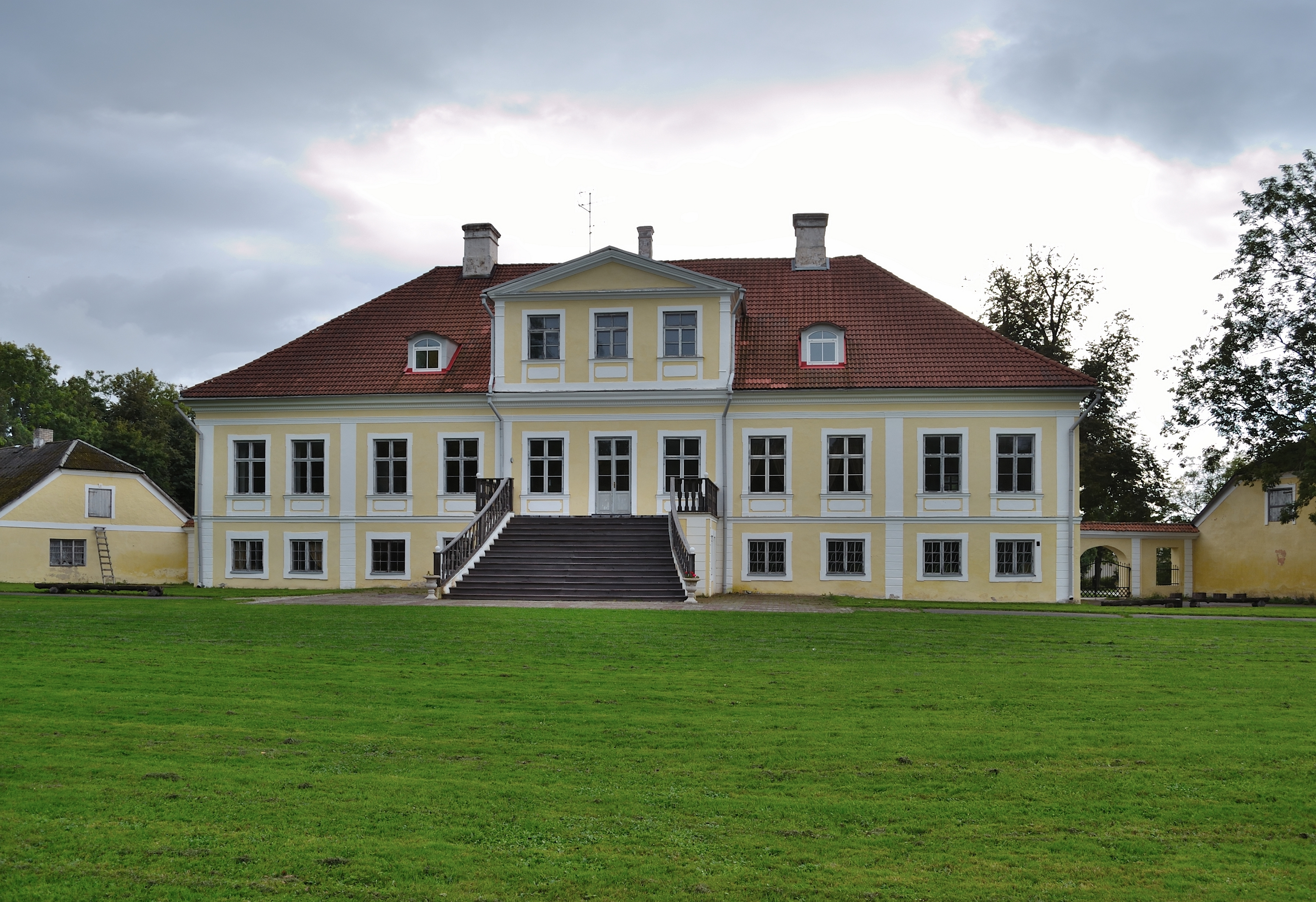
Задний фасад главного здания
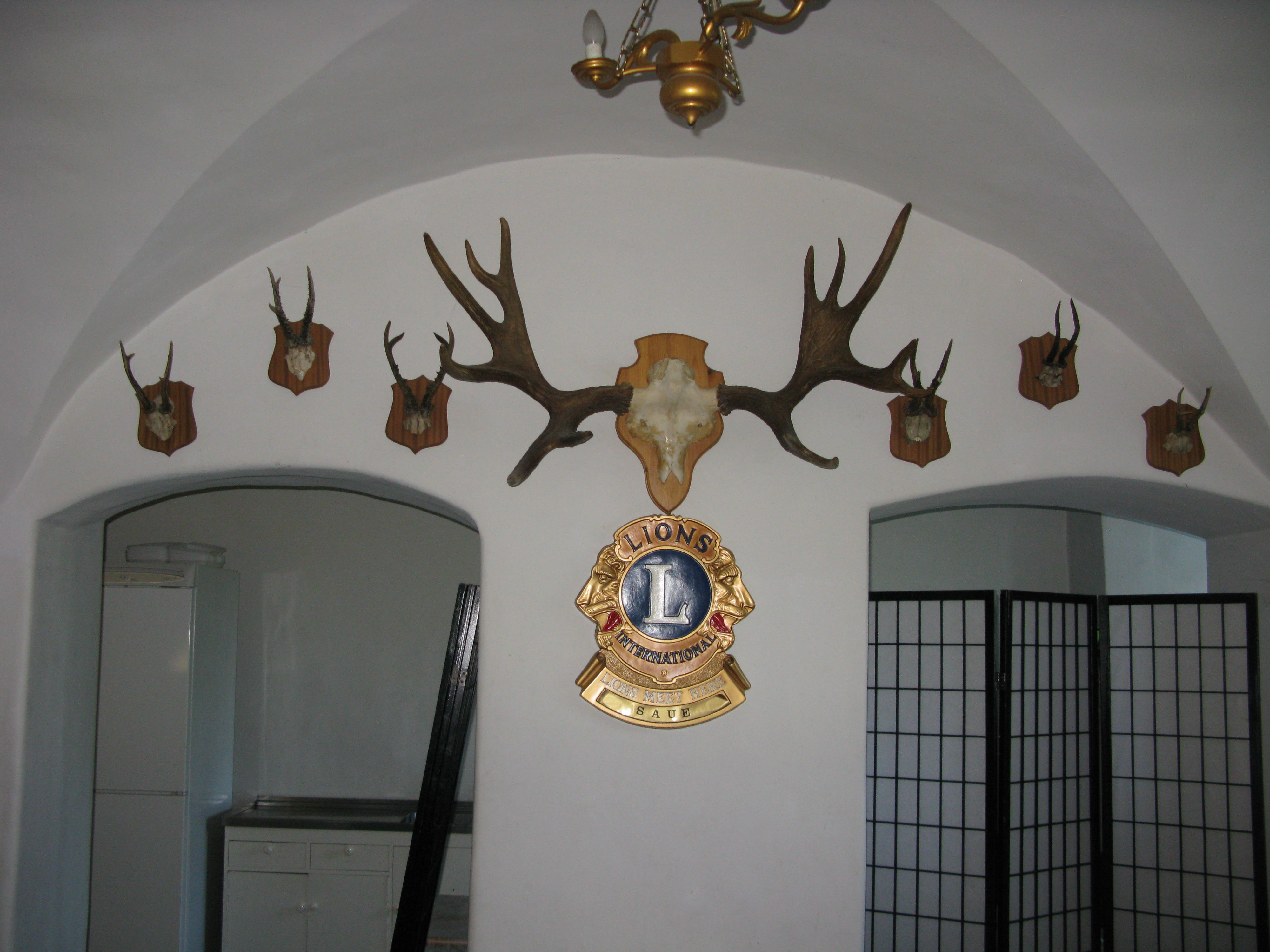
Интерьер главного здания
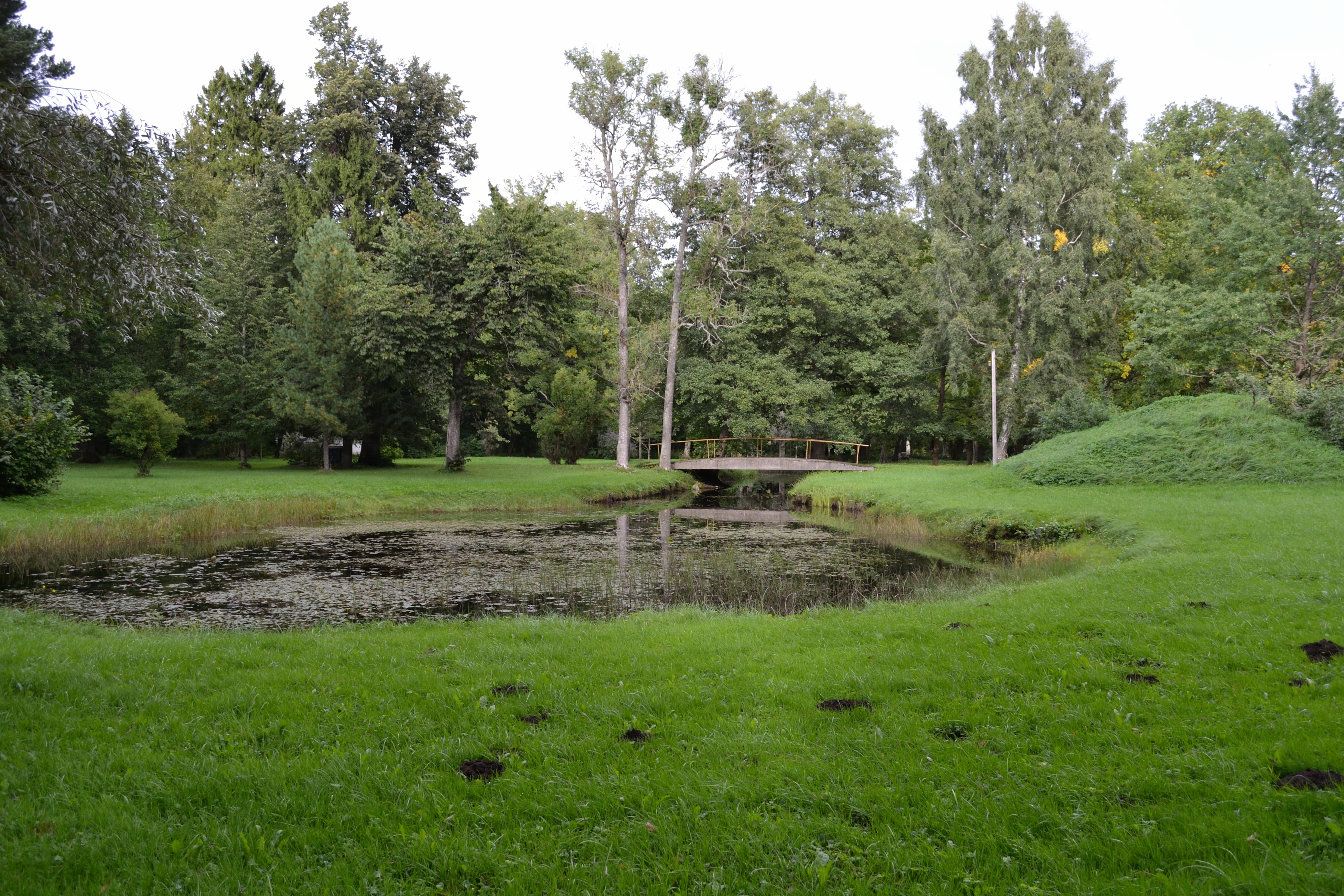
Парк мызы
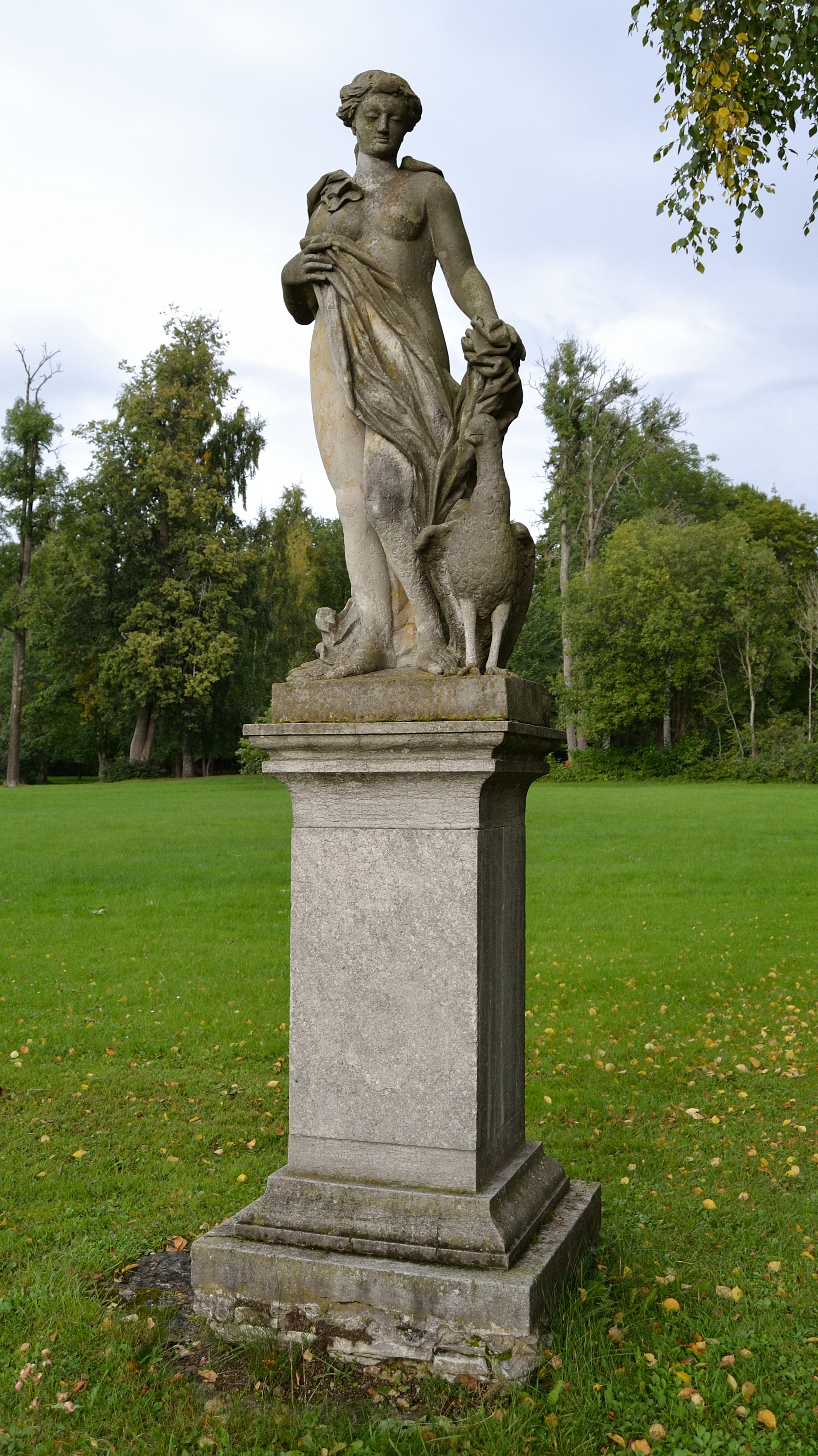
Скульптура «Леда с лебедем»
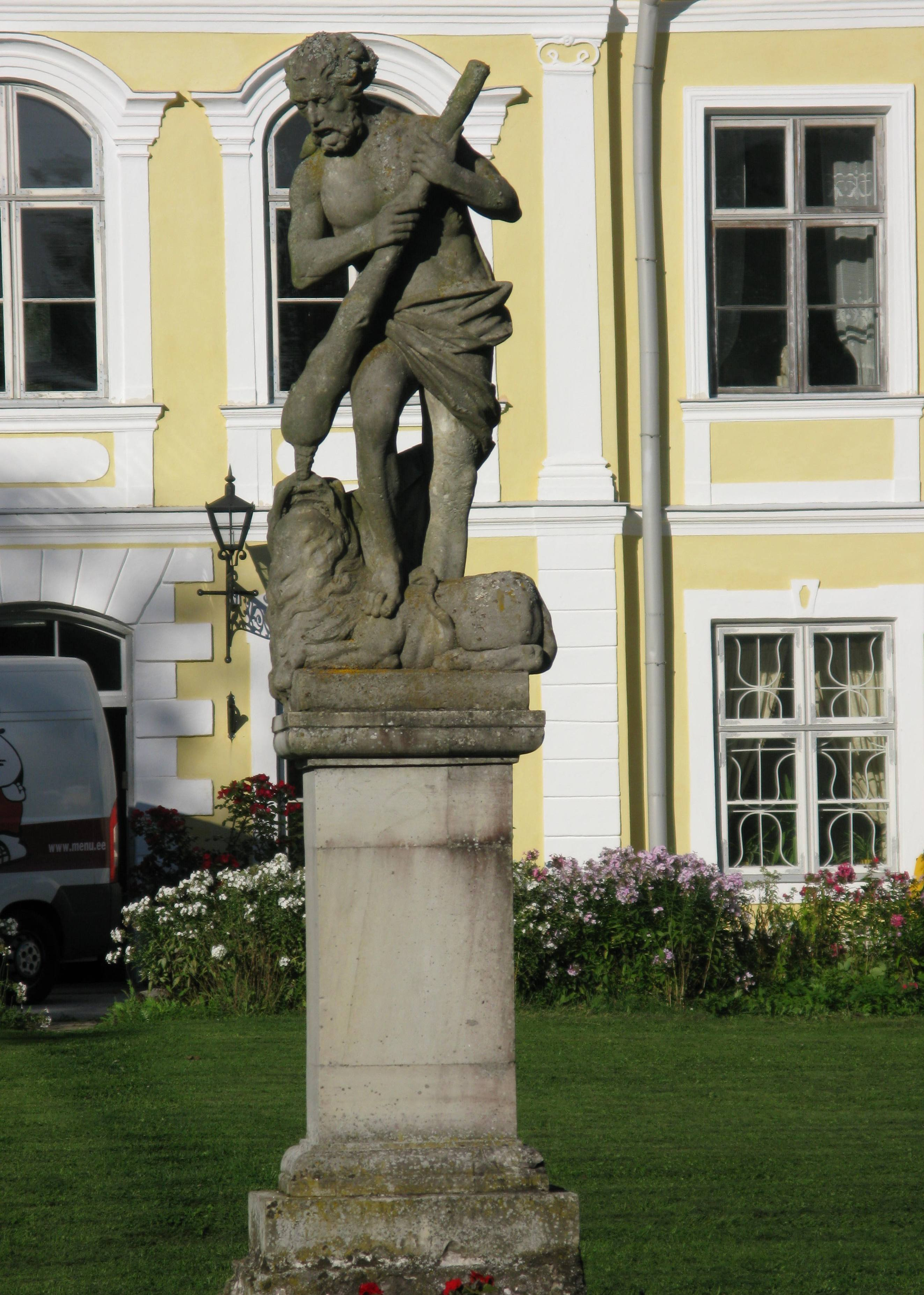
Скульптура «Геракл»
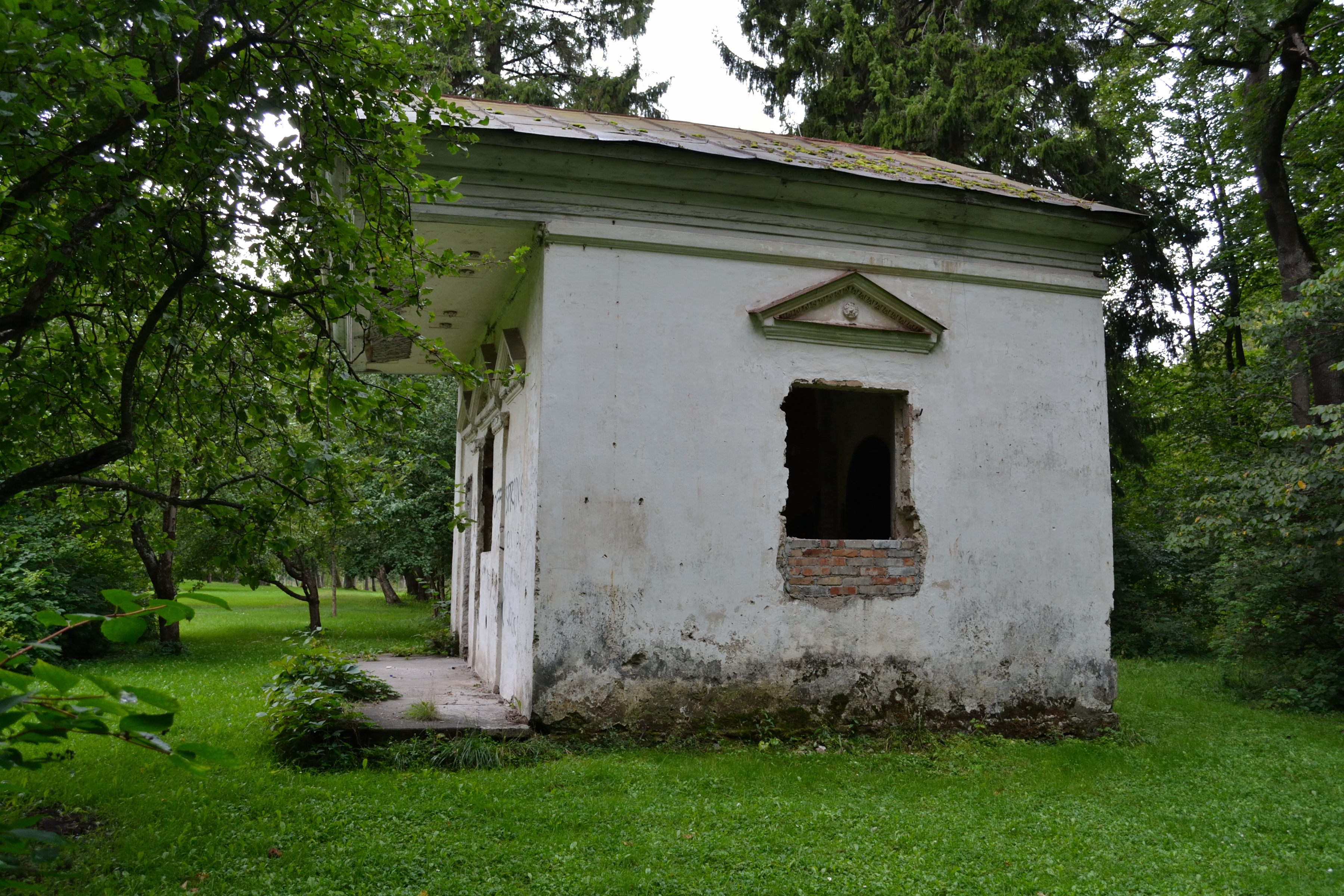
Парковый павильон
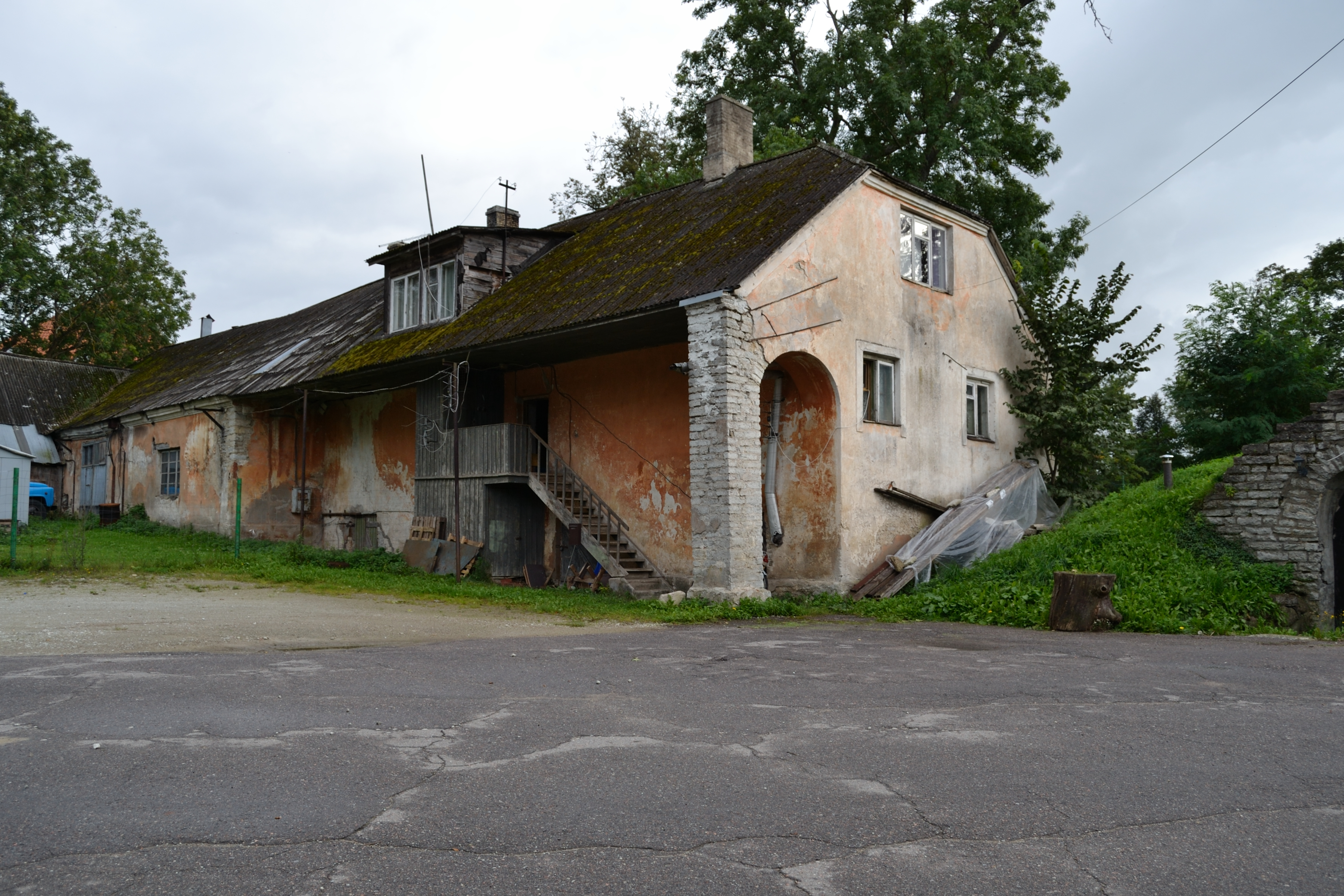
Дом управляющего
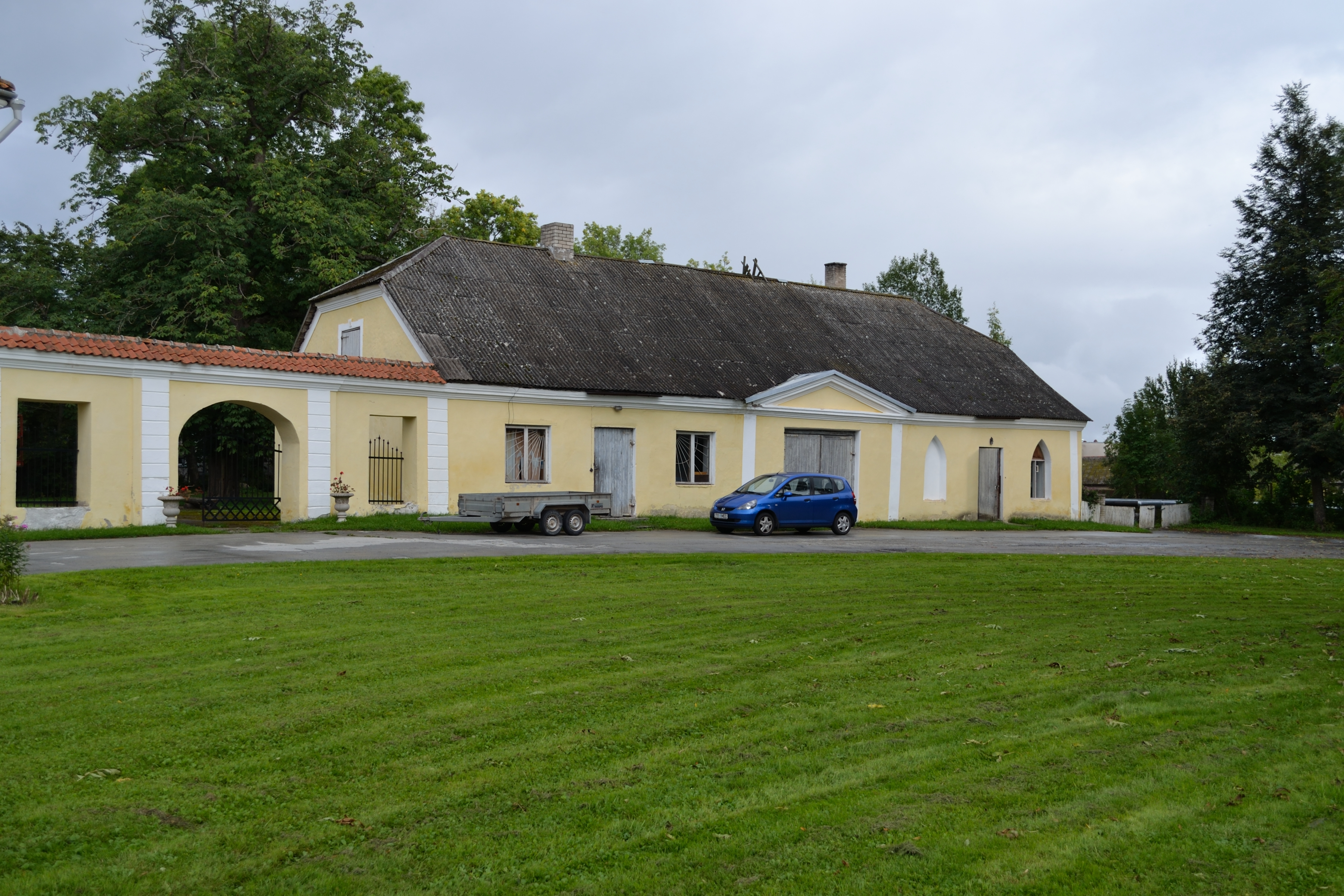
Амбар
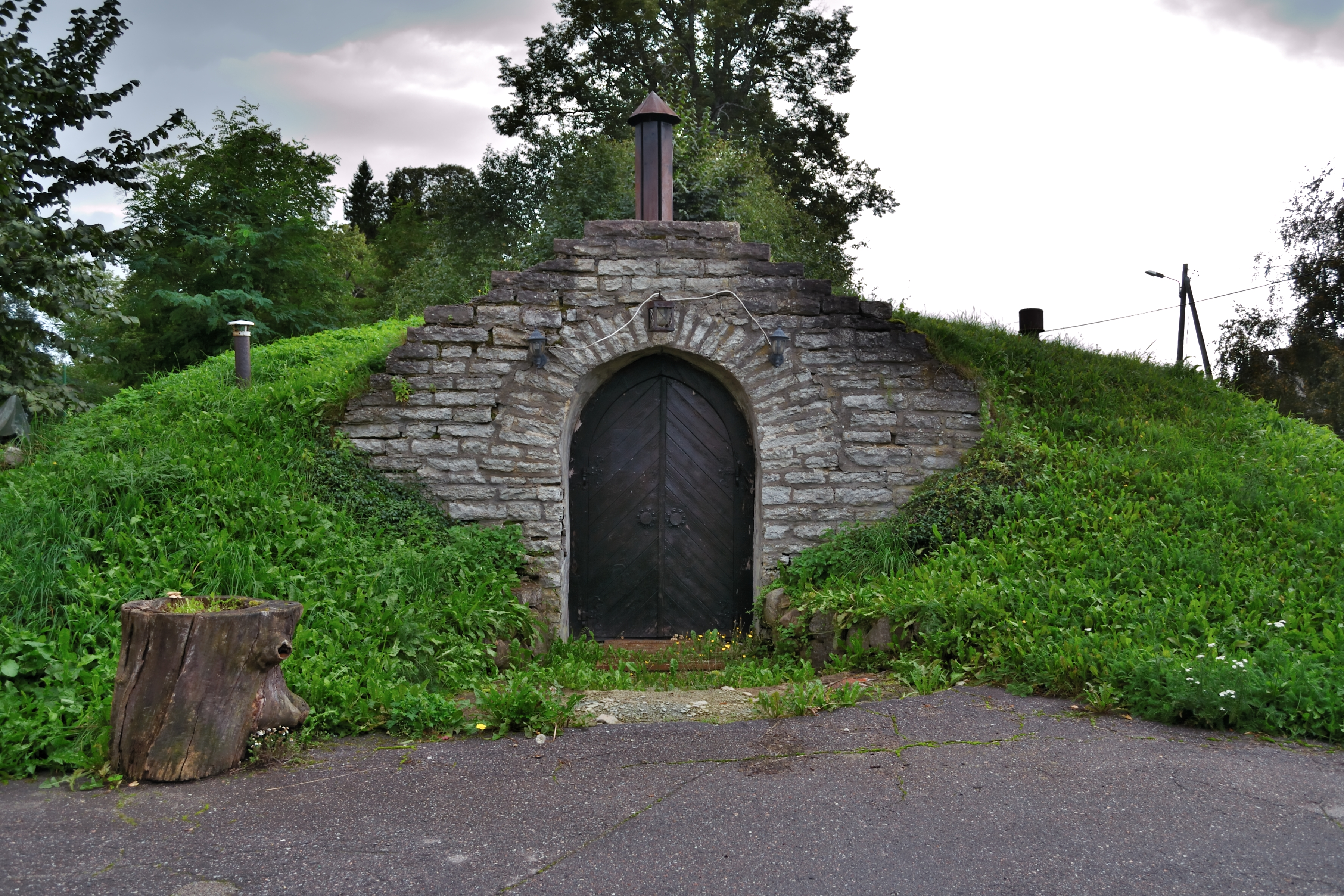
Ледяной погреб